# Encarsia lutea
Encarsia lutea is een vliesvleugelig insect uit de familie Aphelinidae. De wetenschappelijke naam is voor het eerst geldig gepubliceerd in 1909 door Masi.